# Associazione Calcio Prato 1940-1941
Questa voce raccoglie le informazioni riguardanti l'Associazione Calcio Prato nelle competizioni ufficiali della stagione 1940-1941.

## Rosa
| N. |                   | Ruolo | Calciatore            |
| -- | ----------------- | ----- | --------------------- |
|    | Italia (bandiera) | A     | Candido Arrighi       |
|    | Italia (bandiera) | P     | Eugenio Baldassi      |
|    | Italia (bandiera) | C     | Rolando Bardazzi      |
|    | Italia (bandiera) | D     | Baroncello Baroncelli |
|    | Italia (bandiera) | A     | A. Bessi              |
|    | Italia (bandiera) | D     | Ivo Buzzegoli         |
|    | Italia (bandiera) | C     | Armando Casarini      |
|    | Italia (bandiera) | C     | Alberto Chiavacci (I) |
|    | Italia (bandiera) | A     | Bruno Chiavacci (II)  |
|    | Italia (bandiera) | C     | L. Dei                |
|    | Italia (bandiera) | C     | Rino Fabro            |
|    | Italia (bandiera) | C     | L. Fiaschi            |
|    | Italia (bandiera) | P     | Guido Filippini       |
|    | Italia (bandiera) | A     | Fauro Guarducci       |
|    | Italia (bandiera) | D     | O. Menici             |

| N. |                   | Ruolo | Calciatore         |
| -- | ----------------- | ----- | ------------------ |
|    | Italia (bandiera) | P     | Danilo Mucci       |
|    | Italia (bandiera) | D     | Lido Nelli         |
|    | Italia (bandiera) | A     | Manlio Pacini      |
|    | Italia (bandiera) | C     | Gino Pucci         |
|    | Italia (bandiera) | A     | Galileo Pugi       |
|    | Italia (bandiera) | A     | Renato Raccis      |
|    | Italia (bandiera) | A     | Mario Spagnoli     |
|    | Italia (bandiera) | A     | Urbino Tempestini  |
|    | Italia (bandiera) | C     | Erode Toffanetti   |
|    | Italia (bandiera) | D     | Nello Tomat        |
|    | Italia (bandiera) | C     | Ottaviano Toso     |
|    | Italia (bandiera) | A     | Mario Valaperti    |
|    | Italia (bandiera) | P     | Enzo Vieri         |
|    | Italia (bandiera) | A     | Sergio Vignolini   |
|    | Italia (bandiera) | D     | Giovanni Villoresi |